# Boom de l'intelligence artificielle
 (Novembre 2023).
Le boom de l'IA,, ou printemps de l'IA,, est la période actuelle de progrès rapides dans le domaine de l'intelligence artificielle. Elle a commencé dans les années 2010 avec l'apprentissage profond, et s'est accentuée dans les années 2020 avec l'IA générative. Les exemples marquants incluent les chatbots basés sur les grands modèles de langage comme ChatGPT, les modèles prédisant le repliement des protéines comme AlphaFold, et les générateurs d'images comme Stable Diffusion.
Le boom de l’IA a un profond impact culturel, philosophique, religieux, économique, et social, soulevant des questions sur le développement de l'intelligence artificielle générale, l'alignement de l’IA, ou la possibilité d'une conscience artificielle.

## Histoire
En 2012, une équipe de recherche de l'Université de Toronto a utilisé pour la première fois des réseaux de neurones artificiels et des techniques d'apprentissage profond pour réduire leur taux d'erreur en dessous de 25 % lors du défi ImageNet pour la reconnaissance d'objets en vision par ordinateur. L'événement a catalysé le boom de l'IA plus tard au cours de cette décennie, lorsque les anciens participants au défi ImageNet sont devenus des leaders dans l'industrie technologique,. La course à l'IA générative a véritablement commencé en 2016 ou 2017 après la création d'OpenAI et les progrès antérieurs réalisés en matière de processeurs graphiques, de quantité et de qualité des données d'entraînement, de réseaux antagonistes génératifs, de modèles de diffusion et avec l'architecture transformeur,. En 2018, l’Artificial Intelligence Index, une initiative de l'Université Stanford, a fait état d’une explosion mondiale des efforts commerciaux et de recherche en matière d’IA. L'Europe a publié le plus grand nombre d'articles dans ce domaine cette année-là, suivie par la Chine et l'Amérique du Nord. Des technologies telles qu'AlphaFold ont permis de prédire plus précisément le repliement des protéines et d'améliorer le développement de médicaments. Les chercheurs en économie et les législateurs ont commencé à s'interroger plus fréquemment sur l’impact de l’IA,. En 2022, les grands modèles de langage ont vu leur utilisation augmenter dans les applications de chatbot ; les modèles texte-image peuvent générer des images qui semblent avoir été créées par l'Homme ; et un logiciel de synthèse vocale est capable de reproduire efficacement le langage humain.
Selon les mesures de 2017 à 2021, les États-Unis surpassent le reste du monde en termes de financement par capital-risque, de nombre de startups et de brevets accordés dans le domaine de l'IA,. Les scientifiques qui ont immigré aux États-Unis jouent un rôle considérable dans le développement de la technologie de l’IA dans le pays,. Beaucoup d’entre eux ont été éduqués en Chine, suscitant des débats sur les problèmes de sécurité nationale dans un contexte de détérioration des relations entre les deux pays. Lauren Kahn, analyste au Center for Security and Emerging Technology, a expliqué comment les États-Unis pourraient maintenir leur position malgré les progrès réalisés par la Chine. En 2023, un analyste du Centre d'études stratégiques et internationales a préconisé que les États-Unis utilisent leur domination dans la technologie de l'IA pour piloter leur politique étrangère au lieu de s'appuyer sur des accords commerciaux. De nombreux experts ont présenté le développement de l’IA comme une lutte pour la primauté technologique entre les États-Unis et la Chine. Le vainqueur de cette compétition, disent-ils, obtiendra un avantage à la fois économique et géopolitique. À l’instar d’autres nouvelles technologies, l’UE a ouvert la voie à la création de réglementations telles que l'AI Act pour façonner l’espace et contrôler les dommages.

## Avancées

### Scientifiques
Il y a eu des propositions visant à utiliser l’IA pour promouvoir des formes radicales de prolongation de la vie humaine.
Un score AlphaFold 2 de plus de 90 au test de distance global du CASP est considéré comme une réalisation importante en biologie computationnelle et un grand progrès vers un grand défi de la biologie vieux de plusieurs décennies. Le lauréat du prix Nobel et biologiste structural Venki Ramakrishnan a qualifié le résultat d'« avancée stupéfiante sur le problème du repliement des protéines », ajoutant que « cela s'est produit des décennies avant que de nombreuses personnes dans le domaine ne l'aient prédit. Il sera passionnant de voir les nombreuses façons par lesquelles cela changera fondamentalement la recherche biologique ». Le succès d'AlphaFold 2 a reçu une large attention médiatique.
La capacité de prédire avec précision les structures des protéines sur la base de la séquence d’acides aminés constitutives devrait avoir de nombreux avantages dans le domaine des sciences de la vie, notamment en accélérant la découverte avancée de médicaments et en permettant une meilleure compréhension des maladies,. À propos de l'événement, le MIT Technology Review a noté que l'IA avait « résolu un grand défi de la biologie vieux de cinquante ans ». Il a ensuite noté que l'algorithme d'IA pouvait « prédire la forme des protéines de la taille d'un atome ».

### Grands modèles de langage
GPT-3 est un grand modèle de langage publié en 2020 par OpenAI et est capable de générer un texte de haute qualité ressemblant à celui d'un Homme et dont il peut être difficile de déterminer s'il a été écrit par un humain. Une version améliorée appelée GPT-3.5 a été utilisée dans ChatGPT, qui a ensuite attiré l'attention pour ses réponses détaillées et ses réponses articulées dans de nombreux domaines de connaissances. Une nouvelle version appelée GPT-4 a été publiée le 14 mars 2023 et a été utilisée dans le moteur de recherche Microsoft Bing,.  Le 13 mai 2024 est sorti GPT-4o, une IA capable de générer aussi bien des images que du texte. D'autres modèles de langage ont été publiés tels que PaLM et Gemini par Google, LLaMA par Meta Platforms, le Chat de Mistral AI, Perplexity de Perplexity AI, Microsoft Copilot ou encore Claude d'Anthropic.
En janvier 2023, DeepL Write, un outil basé sur l'IA pour améliorer les textes monolingues, a été lancé. En décembre 2023, Gemini, le dernier modèle de Google, a été dévoilé, affirmant battre le précédent modèle de pointe GPT-4 sur la plupart des benchmarks.

### Modèles de conversion texte-image

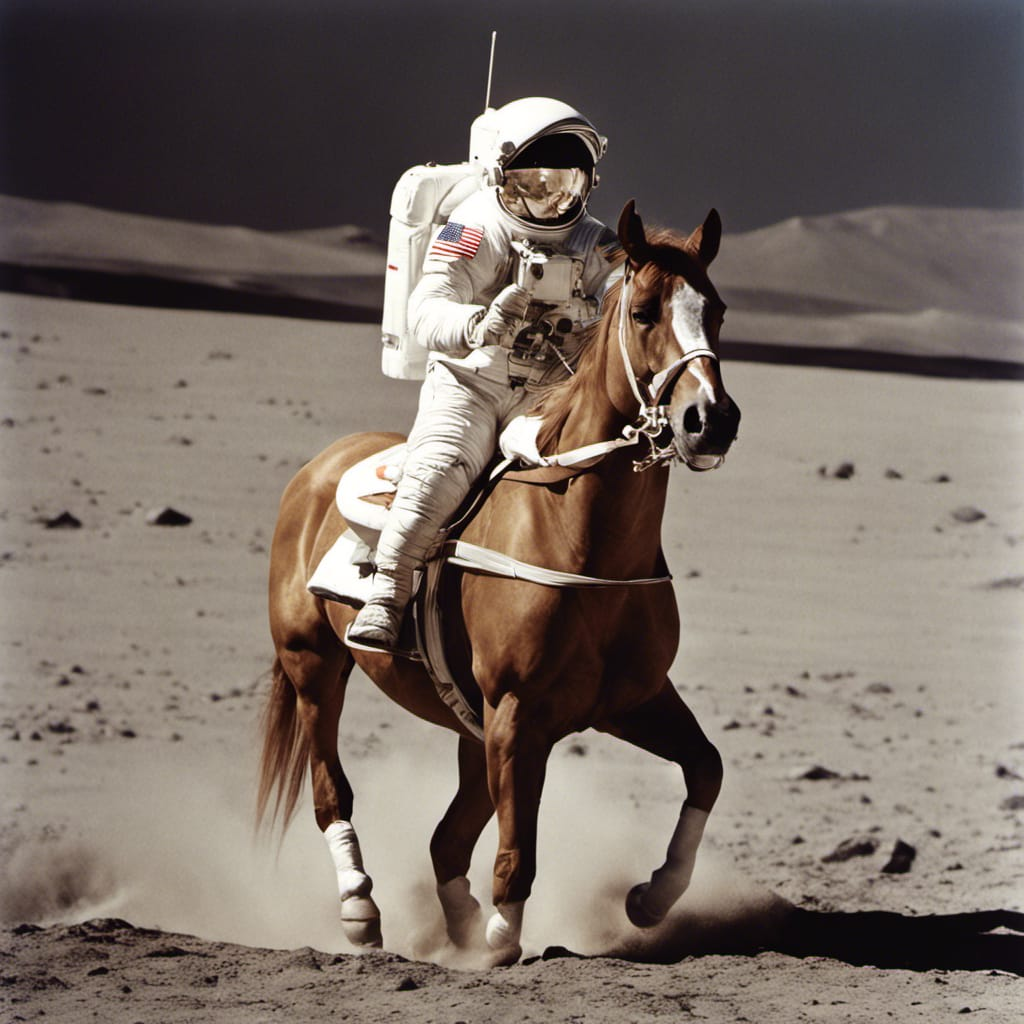
Une image générée par Stable Diffusion basée sur l'invite de texte « une photographie d'un astronaute montant à cheval »

L'un des premiers modèles de conversion texte-image à attirer l'attention du grand public a été le DALL-E d'OpenAI, un système de transformation annoncé en janvier 2021. Un successeur capable de générer des images complexes et réalistes, DALL-E 2, a été dévoilé en avril 2022. Un modèle alternatif de conversion texte-image, Midjourney, a été publié en juillet 2022. Un autre modèle alternatif, open source, Stable Diffusion, sorti en août 2022.
À la suite d'autres modèles de texte en image, les plates-formes de texte en vidéo basées sur des modèles de langage telles que DAMO, Make-A-Video, Imagen Video et Phenaki peuvent générer des vidéos à partir de texte et/ou des invites texte/image.

### Synthèse de discours
15.ai a été l'un des premiers logiciels de synthèse vocale accessibles au public qui permettait aux utilisateurs de générer des voix de haute qualité, émotionnelles et naturelles, à partir d'un assortiment de personnages fictifs provenant de diverses sources médiatiques. Il a été publié pour la première fois en mars 2020,. ElevenLabs a dévoilé un site Web sur lequel les utilisateurs peuvent télécharger des échantillons de voix, ce qui lui permet de générer des voix à partir de ceux-ci. La société a été critiquée après que des utilisateurs ont pu abuser de son logiciel pour générer des déclarations controversées dans le style vocal de célébrités, de fonctionnaires et d'autres personnalités célèbres et a fait part de ses inquiétudes quant au fait qu'il pourrait être utilisé pour générer des deepfakes plus convaincants. Une chanson non officielle créée en utilisant les voix des musiciens Drake et The Weeknd dans un logiciel de synthèse vocale a soulevé des questions sur l'éthique et la légalité d'un logiciel similaire.

## Impact

### Culturel
Durant le boom de l’IA, différentes factions ont émergé. Celles-ci incluent les accélérationnistes efficaces, les altruistes efficaces et les catastrophistes.

### Dominance des géants de la technologie
La scène commerciale de l'IA est dominée par les grandes sociétés américaines de technologie telles que Alphabet Inc., Amazon, Apple Inc., Meta Platforms et Microsoft, dont les investissements dans ce domaine ont dépassé ceux des sociétés de capital-risque basées aux États-Unis,,. Certains de ces acteurs possèdent déjà la grande majorité de l’infrastructure de cloud computing existante, ce qui pourrait les aider à s’implanter davantage sur le marché.

### Propriété intellectuelle
Des entreprises technologiques ont été poursuivies en justice par des artistes et des développeurs de logiciels pour avoir utilisé leur travail pour entraîner des modèles d’IA.

## Préoccupations

### Perturbation économique
Certains craignent qu’à mesure que l’IA devient plus sophistiquée, elle soit plus performante et rentable que les travailleurs humains,.

### Des risques pour l'humanité
De nombreux experts ont déclaré que le boom de l’IA a déclenché une course aux armements dans laquelle les grandes entreprises se font concurrence pour disposer du modèle d’IA le plus puissant du marché, sans se soucier de la sécurité. Lors du boom de l’IA, de nombreuses préoccupations en matière de sécurité ont été exprimées par les experts. En particulier, des inquiétudes ont été exprimées quant au développement de modèles puissants dont la rapidité et le profit donnent la priorité à la sécurité et à la protection des utilisateurs. Il y a déjà eu un nombre important de rapports sur des discriminations racistes, sexistes, homophobes et autres de la part de ChatGPT, de Tay de Microsoft et des principaux modèles de reconnaissance faciale d'IA. Faute d’une compréhension complète du fonctionnement de l’IA, de nombreux chercheurs du monde entier ont exprimé leurs inquiétudes quant aux implications futures potentielles du boom de l’IA. La réaction du public face au boom de l'IA a été mitigée, certains partis saluant les nouvelles possibilités créées par l'IA, son potentiel bénéfique à l'humanité et sa sophistication, tandis que d'autres partis l'ont dénoncé pour menacer la sécurité de l'emploi et pour donner des résultats « étranges » ou réponses erronées,,,.
La mentalité dominante de course à l’IA augmente les risques associés au développement de l'intelligence artificielle générale. L'enthousiasme et la pression générés par la fascination du public pour l'IA peuvent pousser les développeurs à accélérer la création et le déploiement de systèmes d'IA. Cette précipitation peut conduire à l’omission de procédures de sécurité cruciales, ce qui pourrait entraîner de graves risques existentiels. Comme l’a souligné Holden Karnofsky, la concurrence impérative pour répondre aux attentes des consommateurs pourrait inciter les organisations à privilégier la rapidité plutôt que les contrôles de sécurité approfondis, mettant ainsi en péril le développement responsable de l’IA.
Si la concurrence peut favoriser l’innovation et le progrès, une course intense pour surpasser ses concurrents peut encourager à donner la priorité aux gains à court terme plutôt qu’à la sécurité à long terme. Une mentalité selon laquelle « le gagnant remporte tout » peut inciter davantage à prendre des raccourcis, créant potentiellement un nivellement par le bas et compromettant les considérations éthiques dans le développement responsable de l'IA.
Des voix éminentes de la communauté de l’IA ont plaidé en faveur d’une approche prudente, exhortant les entreprises d’IA à éviter tout battage médiatique et toute accélération inutiles. Les inquiétudes proviennent de la conviction qu’injecter trop rapidement de l’argent dans le secteur de l’IA pourrait conduire à l’imprudence des entreprises, alors qu’elles se précipitent pour développer une IA transformatrice sans tenir dûment compte des principaux risques,. Malgré le battage médiatique et les investissements dans l’IA, certains affirment qu’il n’est pas trop tard pour atténuer les risques associés à l’accélération. Les partisans de la prudence soulignent l’importance de sensibiliser aux principaux risques, de mettre en place des procédures de sécurité solides et d’investir dans des mesures de sécurité en matière d’IA, telles que la recherche d’alignement, les normes et la surveillance.

## Voir également
- L'hiver de l'IA, une période de financement et d'intérêt réduits pour la recherche en intelligence artificielle
- Histoire de l'intelligence artificielle
- Cycle du hype
- Singularité technologique